# Lima Challenger II 2023
Il Lima Challenger II 2023 è stato un torneo maschile di tennis professionistico giocato sulla terra rossa. È stata la 25ª edizione del torneo, la 2ª del 2023, facente parte della categoria Challenger 75 nell'ambito dell'ATP Challenger Tour 2023. Si è giocato al Centro Promotor de Tenis de Miraflores di Lima, in Perù, dal 6 al 12 novembre 2023.

## Partecipanti

### Teste di serie
| Nazionalità | Giocatore                  | Ranking* | Testa di serie |
| ----------- | -------------------------- | -------- | -------------- |
| Perù        | Juan Pablo Varillas        | 65       | 1              |
| Argentina   | Federico Coria             | 78       | 2              |
| Colombia    | Daniel Elahi Galán         | 96       | 3              |
| Cile        | Marcelo Tomás Barrios Vera | 104      | 4              |
| Argentina   | Facundo Díaz Acosta        | 107      | 5              |
| Bolivia     | Hugo Dellien               | 115      | 6              |
| Argentina   | Juan Manuel Cerúndolo      | 116      | 7              |
| Argentina   | Francisco Comesaña         | 123      | 8              |

* Ranking al 30 ottobre 2023.

### Altri partecipanti
I seguenti giocatori hanno ricevuto una wild card per il tabellone principale:
- Ignacio Buse
- Arklon Huertas del Pino
- Conner Huertas del Pino

I seguenti giocatori sono passati dalle qualificazioni:
- Kilian Feldbausch
- Álvaro Guillén Meza
- Matheus Pucinelli de Almeida
- Mateus Alves
- Valentin Vacherot
- João Lucas Reis da Silva

## Punti e montepremi
| Torneo    | Torneo              | V      | F     | SF    | QF    | 2T    | 1T  | Q | Q2  | Q1  |
| Singolare | Punti               | 75     | 50    | 30    | 16    | 7     | 0   | 4 | 2   | 0   |
| Singolare | Premi in denaro ($) | 10,840 | 6,355 | 3,780 | 2,200 | 1,300 | 780 | – | 390 | 200 |
| Doppio    | Punti               | 75     | 50    | 30    | 16    | –     | 0   | – | –   | –   |
| Doppio    | Premi in denaro ($) | 4,645  | 2,700 | 1,630 | 965   | –     | 545 | – | –   | –   |

## Campioni

### Singolare
Luciano Darderi ha sconfitto in finale  Mariano Navone con il punteggio di 4–6, 6–3, 7–5.

### Doppio
Mateus Alves /  Eduardo Ribeiro hanno sconfitto in finale  Nicolás Barrientos /  Orlando Luz con il punteggio di 3–6, 7–5, [10–8].